# Escola Enric Casassas
L'Escola Enric Casassas és una escola pública ubicada al barri del Centre de Sabadell, més concretament al número 77 del carrer de Llobet. Està ubicada en un edifici modernista, obra de Juli Batllevell de 1887. És un edifici cantoner de tres plantes. És un bé cultural d'interès local.
Fou construïda l'any 1897 i va ser el primer i el darrer testimoni del moviment pro edificis escolars iniciats el 1888. Es va enderrocar la part interior i en el desembre del 1982 es va construir una nova escola acoblada a l'antiga façana.
L'edificació es disposa al voltant d'un pati fent una ela. La façana és d'estil modernista i està feta amb obra vista molt treballada i té un sòcol de pedra. És notable el mural ceràmic que es troba el xamfrà, obra de Marian Burguès, en el qual es pot veure l'escut de Sabadell i la data de construcció de l'escola.
L'escola porta el nom d'Enric Casassas i Cantó que s'havia format a l'Escola de Mestres de Joan Bardina a principis del segle XX i que va introduir els mètodes de l'escola activa en la seva tasca com a mestre a Sabadell.